# Сырма
Сырма (рум. Sîrma) — село в Леовском районе Молдавии. Входит в состав города Леова.

## География
Село расположено на высоте 25 метров над уровнем моря.

## Население
По данным переписи населения 2004 года, в селе Сырма проживает 1082 человека (546 мужчин, 536 женщин).
Этнический состав села:
| Национальность | Число жителей | Процентный состав |
| -------------- | ------------- | ----------------- |
| молдаване      | 293           | 27.08             |
| болгары        | 4             | 0.37              |
| украинцы       | 1             | 0.09              |
| Всего          | 1082          | 100%              |